# Olginate
Olginate (lombardul: Olginaa) település Olaszországban, Lombardia régióban, Lecco megyében. Lakosainak száma 6879 fő (2023. január 1.). Olginate Brivio, Calolziocorte, Galbiate, Garlate, Valgreghentino, Vercurago és Airuno községekkel határos.

## Népesség
A település lakossága az elmúlt években az alábbi módon változott:
| Lakosok száma | 6991 | 7024 | 6879 |
|               | 2017 | 2018 | 2023 |